# لوناسدة (لوناسدة)
لوناسدة هي إحدى مشيخات المملكة المغربية، تتبع جغرافيا لإقليم قلعة السراغنة وإداريًا للوناسدة. يقدر عدد سكانها بـ 9568 نسمة حسب الإحصاء الرسمي للسكان والسكنى لسنة 2004.